# Winning Moves
Winning Moves ist ein ursprünglich amerikanischer Spieleverlag, der sich auf Autorenspiele spezialisiert hatte, Brett- und Kartenspiele, die von namhaften Spieleautoren entwickelt wurden. Spiele von Winning Moves waren viele Jahre unter den Preisträgern oder Finalisten aller wichtigen Spielepreise. Zwischenzeitlich konzentrierte sich der Verlag auf Lizenzgeschäfte, bei denen bekannte Spielkonzepte wie Monopoly, Cluedo, Trivial Pursuit oder Risiko (Spiel) mit bekannten Marken wie Die Eiskönigin – Völlig unverfroren, Harry Potter (Filmreihe) und ähnlichem kombiniert werden.
Seit 2023 vertreibt Winning Moves Deutschland nur noch die Lizenzen aus UK, vor allem Top Tumps, eine Reihe von Quartettspielen im Stil von Supertrump, Schweinerei und WHOT! Die Hasbro-Lizenzen (Monopoly, Risko, Cluedo) vertreibt Hasbro inzwischen auch auf dem deutschen Markt selbst.

## Entwicklung international
Das Unternehmen wurde 1995 gegründet, als sich vier Experten des Marktes selbständig machten.
- Tom Kremer war ein langjähriger Agent und Vermittler von Spieleautoren, er entdeckte Ernő Rubik und den Zauberwürfel,
- Phil E. Orbanes war Entwicklungsleiter bei Parker Brothers und verantwortlich für Monopoly,
- Mike Meyers, Entwicklungsleiter bei MB-Spiele,
- Alex Randolph, Spieleautor und Erfinder von rund 150 veröffentlichten Spielen, darunter: Twixt, Sagaland (entwickelt mit Michel Matschoss), Rasende Roboter und Inkognito (entwickelt mit Leo Colovini).

Das Unternehmen verlegte seinen Sitz nach Großbritannien und hat Tochtergesellschaften in Deutschland (für den deutschsprachigen Markt), Frankreich, Australien, Dubai und den USA. Jede der Töchter setzte lange Zeit eigene Schwerpunkte in der Auswahl der verlegten Spiele.

## Deutschland
Bis Juni 2009 leitete Michel Matschoss die deutsche Niederlassung des Verlages in Düsseldorf als Geschäftsführer. Nach dessen Eintritt in den Ruhestand wurde das Unternehmen von Thierry Karpiel geführt. Ab März 2012 führte Matthias Mierau das Unternehmen. Unter seiner Führung setzt Winning Moves Deutschland ein internationales Konzept um, bei dem der Schwerpunkt auf Lizenzspielen statt auf Autorenspielen liegen wird. Dabei wurde die durch Monopoly bereits vorhandene Partnerschaft mit Hasbro global ausgebaut und zum Unternehmensschwerpunkt. Seit Juli 2023 liegt die Geschäftsführung des nur noch rund 20 Mitarbeitende umfassenden Verlags bei Marcel Küsters. 

## Spiele und Auszeichnungen (Auswahl)
Nur Spiele, die von der deutschen Tochter vertrieben wurden
- 2000: Carolus Magnus von Leo Colovini: Nominierung für das Spiel des Jahres, Platz 7 Deutscher Spiele Preis
- 2001: Neuauflage von Inkognito von Alex Randolph und Leo Colovini (1988 Sonderpreis Schönes Spiel beim Spiel des Jahres)
- 2001: Cartagena von Leo Colovini: Platz 3 Deutscher Spiele Preis, Spiel der Spiele in der Kategorie Familienspiele
- 2001: Vabanque von Leo Colovini und Bruno Faidutti
- 2002: Trans America von Franz-Benno Delonge: Nominierung für das Spiel des Jahres, Platz 2 Deutscher Spiele Preis, nominiert Spiel der Spiele in der Kategorie Familienspiele, Platz 3 Schweizer Spielepreis in der Kategorie Familienspiele
- 2003: Clans von Leo Colovini: Nominierung für das Spiel des Jahres, Platz 3 Deutscher Spiele Preis, Spiel der Spiele in der Kategorie Familienspiele
- 2004: Schatz der Drachen von Reiner Knizia: Nominierung für das Kinderspiel des Jahres
- 2005: Blokus von Bernard Tavitian, Auswahlliste Spiel des Jahres
- 2005: Schildkrötenrennen von Reiner Knizia: Nominierung für das Kinderspiel des Jahres
- 2005: Trans Europa von Franz-Benno Delonge: ausgezeichnet als Spiel der Spiele
- 2011: Miss Lupun von Thomas Sing und Ralf-Peter Gebhardt